# Stichopogoninae
Stichopogoninae  (лат.) — подсемейство ктырей подотряда короткоусые. Более 400 видов. Мелкие хищные мухи размером от 3 до 14 мм. Тело слегка дорсовентрально уплощенное. Самки откладывают яйца в почву. Щупики 2-члениковые, усики 3-члениковые.

## Систематика
Более 400 видов. В мировой фауне 11 родов (с синонимами 22 родовых таксона), распространены всесветно.
- Afganopogon Hradský, 1962
- Argyropogon Artigas & Papavero, 1990
- Clinopogon Bezzi, 1910
- Eremodromus Zimin, 1928
  - =Parastichopogon Theodor, 1980
  - =Turkmenomyia Paramonov, 1930
- Lasiopogon Loew, 1847 (Daulopogon Loew, 1874)
  - =Alexiopogon Curran, 1934
- Lissoteles Bezzi, 1910
- Oligopogon Loew, 1847
- Rhadinus Loew, 1856
- Stackelberginia Lehr, 1964
- Stichopogon Loew, 1847 (включая подрод Dichropogon Bezzi, 1910)
  - =Cryptopogon White, 1917
  - =Discodamalis  Karsch, 1887
  - =Echinopogon  Bezzi, 1910
  - =Neopogon  Bezzi, 1910
  - =Ruzanna  Richter, 1979
  - =Stilopogon  Costa, 1883
- Townsendia  Williston, 1895

- Lasiopogon cinctus